# Скорпіон II
Скорпіон II або Гор-Скорпіон (як правильно вимовляти не встановлено, можливо, ім'я звучало як srq чи wḥȝ) — додинастичний правитель Єгипту. Його ім'я, можливо, пов'язано з іменем богині Серкет, яка зображувалась у вигляді скорпіона.

## Життєпис
Основний образотворчий доказ існування цього царя — верхівка булави з Нехена. На ній цар зображений у білій короні. В Гебель Джауті також було знайдено сграффіто, яке зображало Гора-Скорпіона, який перемагає іншого додинастичного правителя.
Існує низка теорій, що по-різному трактують положення Скорпіона. Деякі дослідники вважають його місцевим правителем Єраконполя, інші вважають, що під його владою перебував весь Єгипет. Імовірно, він був одним з попередників Нармера, але також існує точка зору, яка ототожнює Скорпіона та Нармера.

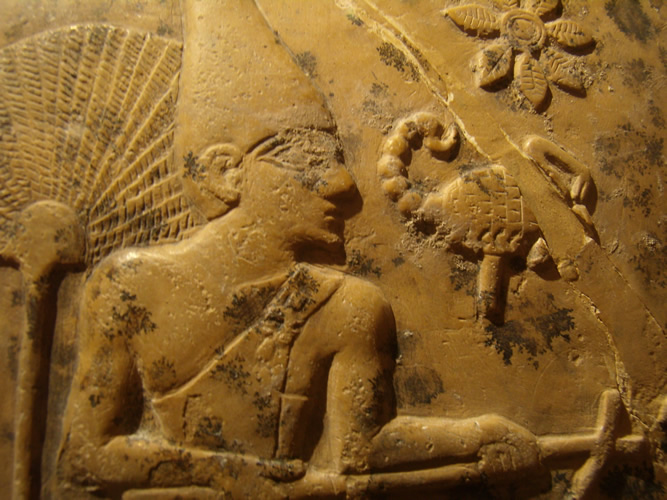
Деталь рельєфа булави «Скорпіона» II, з його зображенням, знайдена в Нехені/Єраконполі (музей Ашмола)

Рельєфне зображення на кам'яній верхівці булави, знайденої в Єраконполі, показує царя розпорядником землеробського свята «Ораної землі». Скорпіон поданий у білій короні Верхнього Єгипту, у спеціальному ритуальному одязі з прикріпленим позаду волов'ячим хвостом (характерний атрибут фараона у багатьох релігійних церемоніях), він стоїть на березі каналу, з сапкою у руках. Можливо, він відриває іригаційні канали для зрошення полів або викопує першу лунку, щоб покласти туди камінь для заснування храму або навіть цілого міста. Початок будівництва будь-якої важливої споруди було прерогативою царя у стародавньому Єгипті.

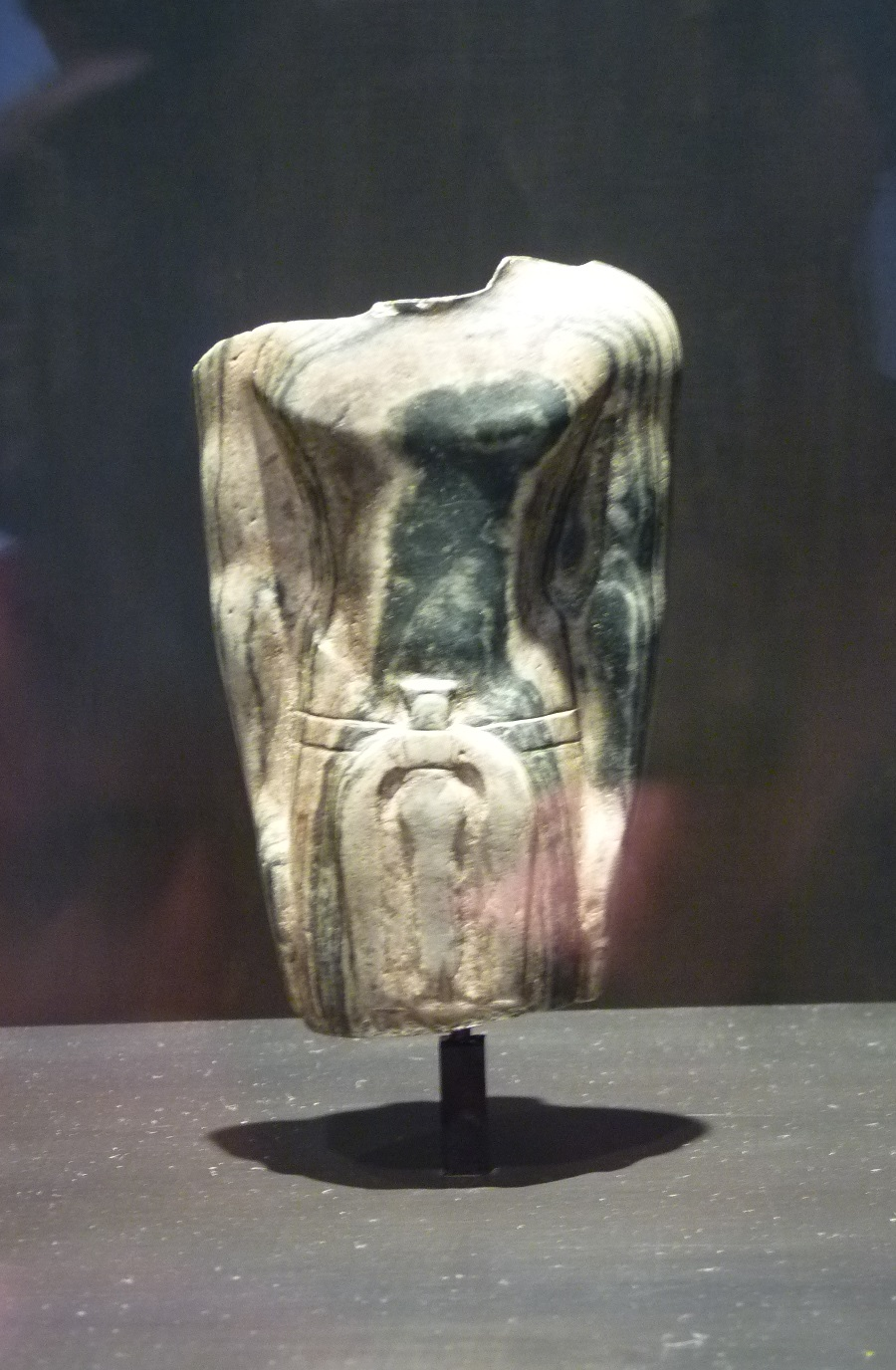
Торс статуї Скорпіона ІІ, протодинастічний період, 3200 до н.е

Поблизу його голови зображені семипелюсткова розетка (альтернативне написання титулу — Гор) і скорпіон, що, ймовірно, читається як «цар Скорпіон». Його ім'я дійсно могло бути «Скорпіон», оскільки єгипетською писалось воно як щось на кшталт «Сркт» («Srqt» — Серкет; але у давньоєгипетському написанні це ім'я стоїть у жіночому роді, що дивує дослідників). Булава, вочевидь, була призначена служити для увічнення перемоги царя, на чолі союзних номів, представлених своїми штандартами, не лише над іншими номами, а й над іноземними ворогами. Два з тих штандартів досить цікаві, оскільки зображують тварин, присвячених Сету. Це показує, що у той, досить ранній час, служителі Сета підтримували правителя. На жердинах з гербами, як на шибеницях, повішені птиці — ібіси (ібіс означає слово «рехіт» і перекладається як «піддані», «народ», «люди»), символічне зображення єгиптян. У даному випадку народ Єгипту був завойований царем Скорпіоном. Однак за іншими джерелами, цей символ почав зображати народ Єгипту набагато пізніше, а в той час позначав іноземців, які не були єгиптянами. Таким чином, булава царя Скорпіона зображує цього правителя, як переможця людей, що жили десь у Західній Дельті.
Останні відкриття дають змогу припустити, що Скорпіон означає не ім'я, а радше титул або звання.
Певно, він походив з дому Єраконполя, а не з дому Тиса, стародавнього міста Тініської династії, звідки походив його наступник фараон Нармер. Його ім'я значиться також на глечиках, знайдених трохи південніше Мемфіса, а значить зовсім близько від Нижньоєгипетської землі. Збоку від імені є приписка, що починається зі знака, який позначає Нижній Єгипет. Імовірно, йому належить шиферна палетка, на якій з одного боку показані, як уособлення царя сокіл, лев, скорпіон і царські стяги-штандарти руйнують фортеці, а з другого — дерева, бики, осли, барани, і все це названо словом «Лівія», що, мабуть, має позначати тварин, захоплених у Лівії, і саму цю країну. Сокіл і лев зазвичай представляли царя, а зображення скорпіона показує, що таким був Скорпіон.
З розглянутих вище написів і рельєфів видно, що Скорпіон був правителем великій території що тягнулася щонайменше від Нехена на півдні до Тура на півночі.
Хоча 4-кімнатна гробниця в Абідосі вважається гробницею царя Скорпіона, жодних переконливих аргументів перебування царя Скорпіона в Абідосі немає. Водночас саме там були знайдені поховання деяких царів I династії, а також правителів додинастичного періоду. Єдиним іншим доказом існування царя Скорпіона можуть служити серехі, знайдені на вазах (у серехах зазвичай писали імена царів у ранній період, щось на кшталт картушів). Серех царя Скорпіона був виявлений на винному глечику з Міншат-Абу-Аммар. За іншими джерелами, цей напис читається як «Аха» (wḥȝ) — цар першої династії, також відомий як Менес. Напис «Цар Скорпіон» був прочитаний на 2 інших серехах, знайдених на глечиках з Тархана, але це теж ще не доведено.

## У сучасній культурі
Персонаж на ім'я Скорпіон, образ якого дуже умовно співвідноситься з реальним правителем Єгипту, є головним героєм фільму «Цар скорпіонів» (2002), випущеного як приквел до фільму «Мумія повертається».

## Артефакти
- 1. Верхівка булави, знайдена в районі храму Єраконполя (Нехена), у так званому «Main Deposit» Квібелом 1898 року. Нині зберігається у музеї Ашмола, Оксфорд. Англія.
- 2. Напис на глечику «Скорпіон» (?) або Хор-Аха (?), знайденому у Східній Дельті, у Мішнат Абу Омар.
- 3. Ірі-Гор/Скорпіон/Хор-Аха (?). Напис на глечику, знайденому у Східній Дельті, в Мішнат Абу Омар. Гробниця 160. Зберігається у Каїрському музеї.

## См.також
- Список керівників держав 4 тисячоліття до н.е.